# 警察博物館
警察博物館（けいさつはくぶつかん）は、警視庁の歴史と活動に関する資料を展示している日本の博物館である。警視庁内での正式名称は「警視庁広報センター」（旧・けいさつPRセンター）。日本語、英語、中国語、韓国語の各種パンフレットが用意されている。

## 概要
- 運営 警視庁
- 所在地 東京都中央区京橋3丁目5番1
- 開館時間 9：30-16：00（最終入館15:30）
- 休館日 毎週月曜日（祝日に当たる場合は翌日）年末年始（12月28日 - 1月4日）
- 入館料 無料

## 沿革
- 1961年：旧京橋警察署に「警視庁PRセンター」として併設される[3]。
- 1987年：現在地に建て替えられ、「警視庁広報センター」と改称[3]。
- 1994年：「警察博物館」に改称[3]。
- 2017年4月29日：1年間の改装工事を経てリニューアルオープン[4]。
- 2025年9月15日：周辺地区の再開発に伴い、一時閉館（予定）[5]。
- 2026年春：品川区西五反田のTOCビルにて再開（予定）[5]。

## 展示物
- 入口
  - パトロールカー（マツダ・RX-8）

警視庁には全4台導入され、2016年（平成28年）まで運用されていた。展示されている車両は高速道路交通警察隊で使用されていた「高速31」。
- 1F
  - 受付 - ここの受付は現役警察官が担当していることもある。また案内係は時々現役女性警察官が行うこともある。
  - おまわりさんなりきり体験

子供用の制服が準備してあり、着替えて記念撮影が出来る。第一種と交通機動隊員の制服のどちらかを選ぶことが出来る。男女向けのものが用意してある。日曜日、夏休みなどは混み合うので事前の予約が必要である。
  - ヘリコプター「はるかぜ1号」
  - 赤バイ
  - 黒バイ
  - 側車付き白バイ

以前は売店があって、ピーポくんグッズなどの販売を行っていたが、2009年（平成21年）3月29日をもって閉鎖された。
- 2F
  - 歴史年表
  - 川路大警視関連展示（警視庁創設者）
  - 西南の役関連資料
  - 関東大震災関連資料
- 3F
  - 殉職警察官の顕彰コーナー（遺族の希望があった場合のみ展示）
  - 制服
  - 武器
  - 凶器
  - 警察執務文書
  - 辞令
  - 歴代の警視庁庁舎の模型
  - グッズ販売カウンター
- 4F
  - ゲームコーナー（事件の目撃者としてモンタージュ写真作成に協力する）
  - ドライビングシミュレーター（要普通自動車免許）
  - 鑑識機材
  - 装備品
  - エンブレム
  - 警視庁音楽隊関連資料
- 5F
  - イベントホール

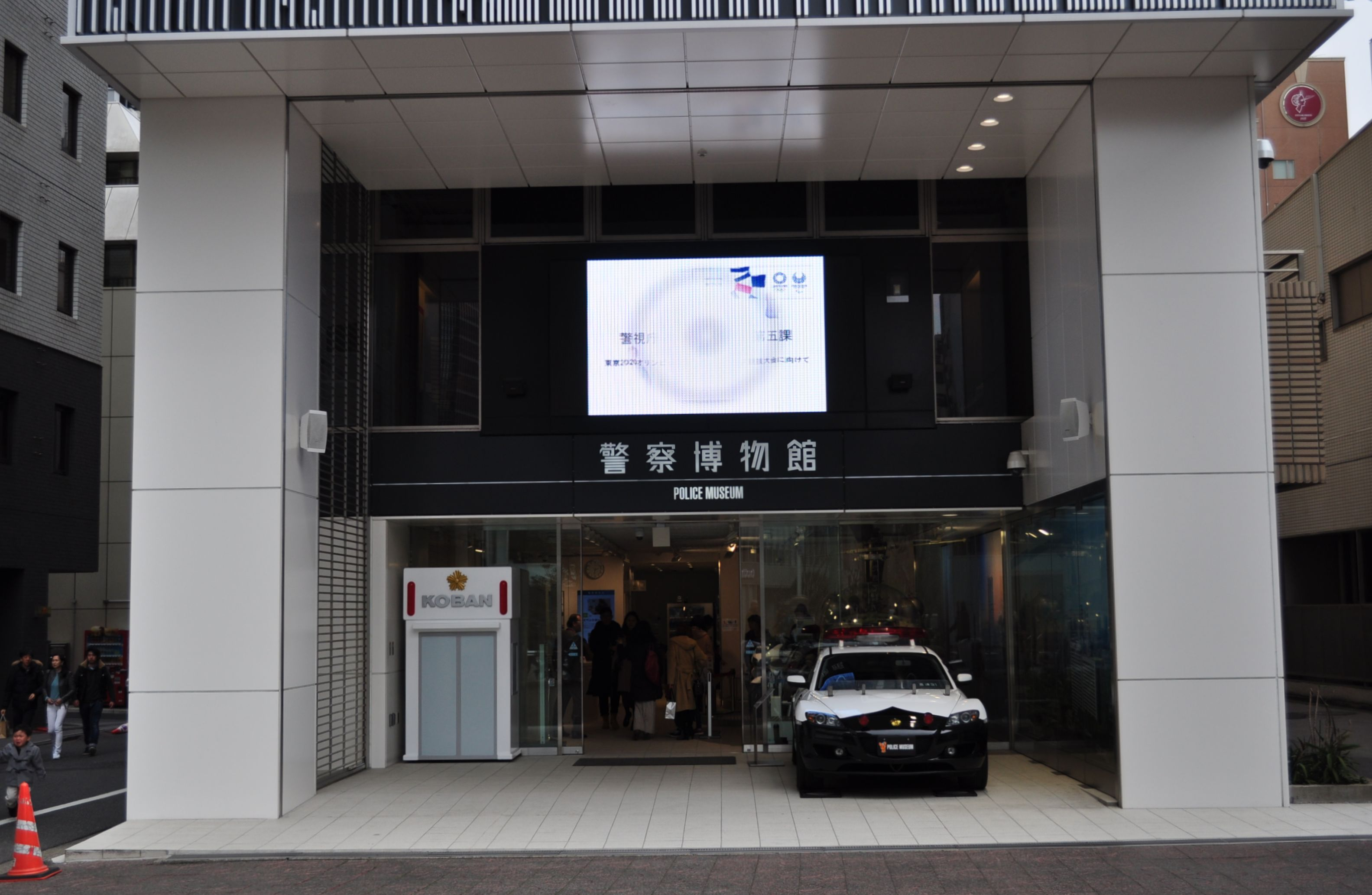
博物館入口（2018年2月17日撮影）
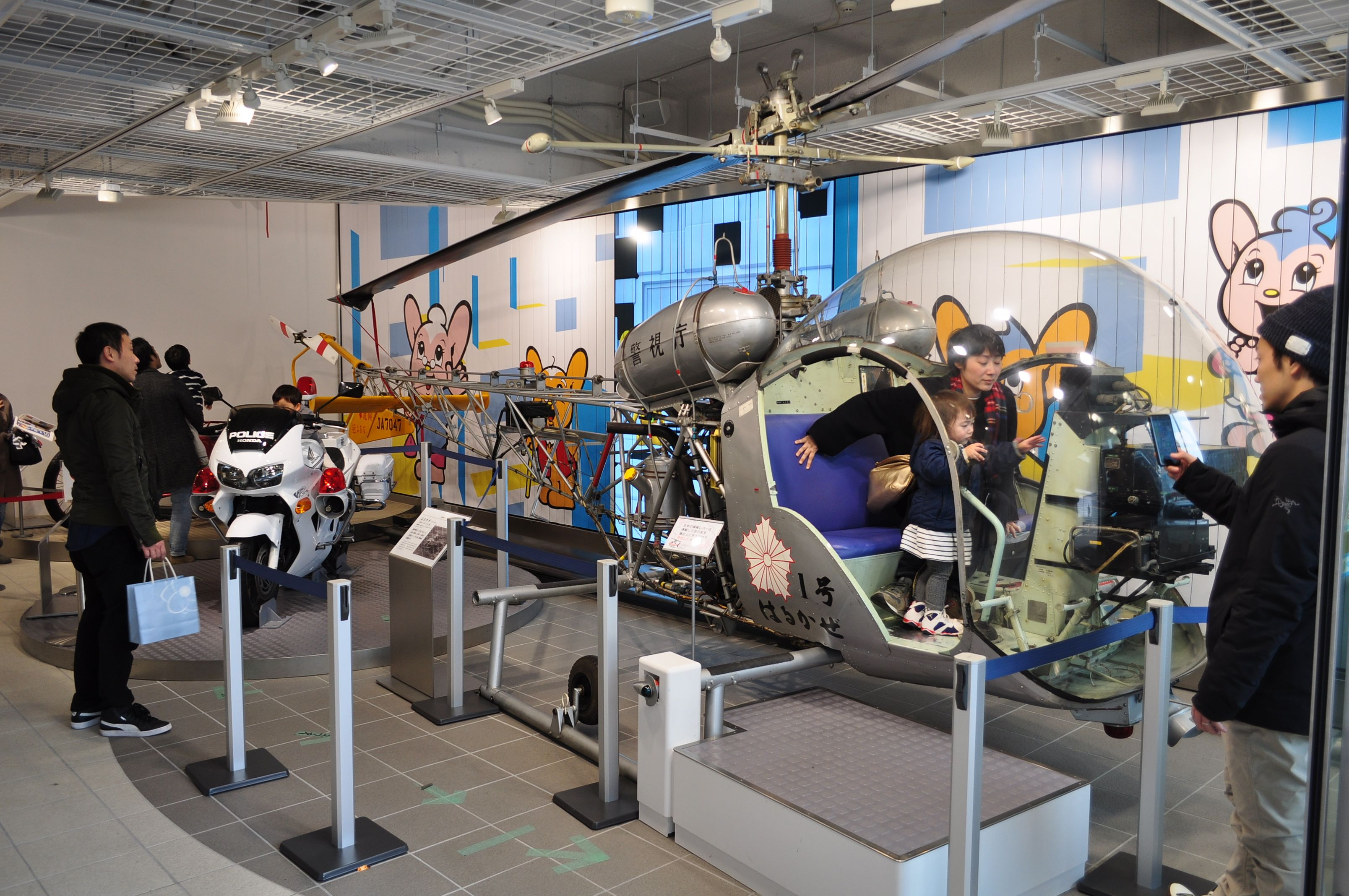
1階展示場（2018年2月17日撮影）
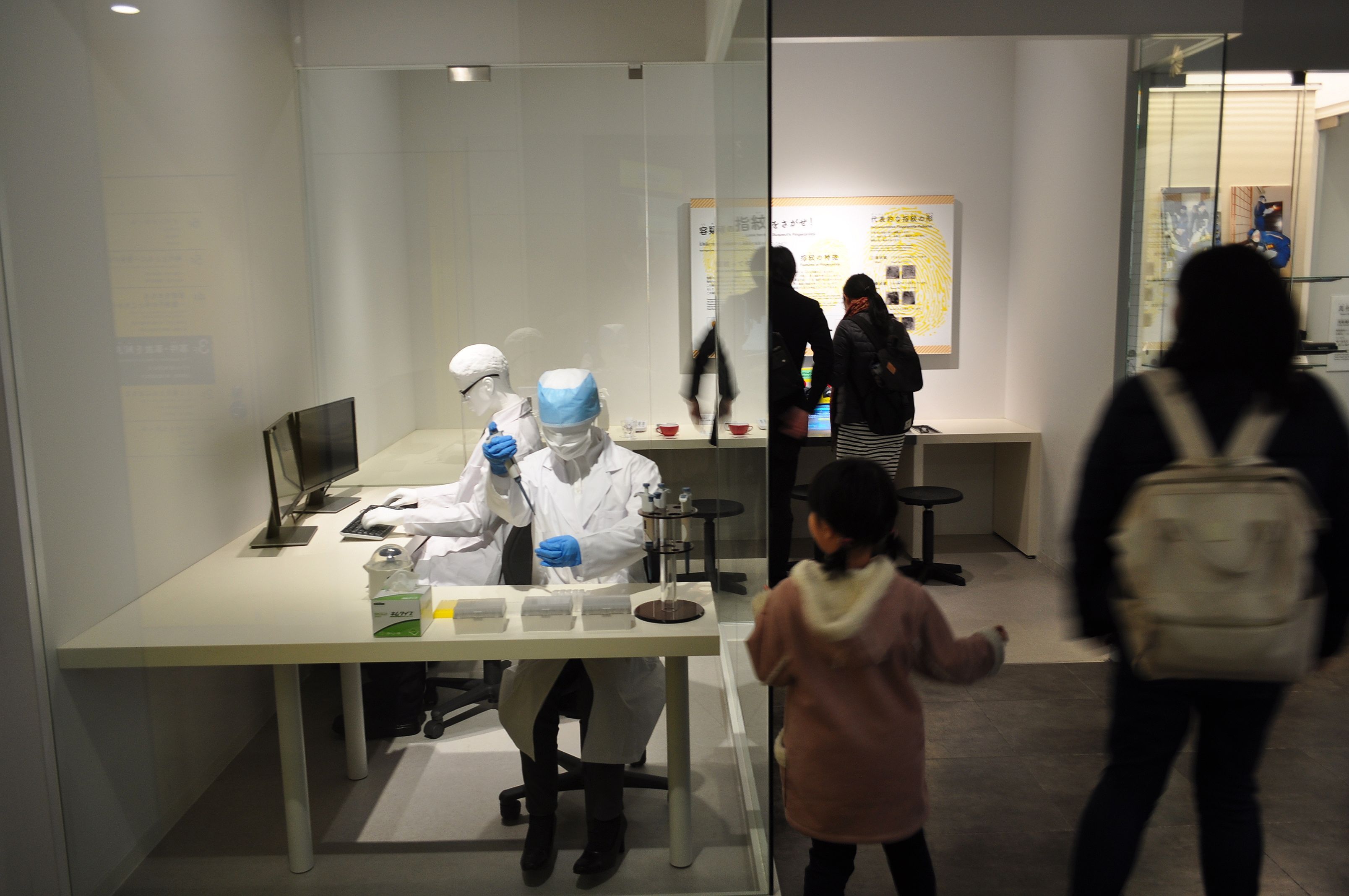
2階展示場（2018年2月17日撮影）
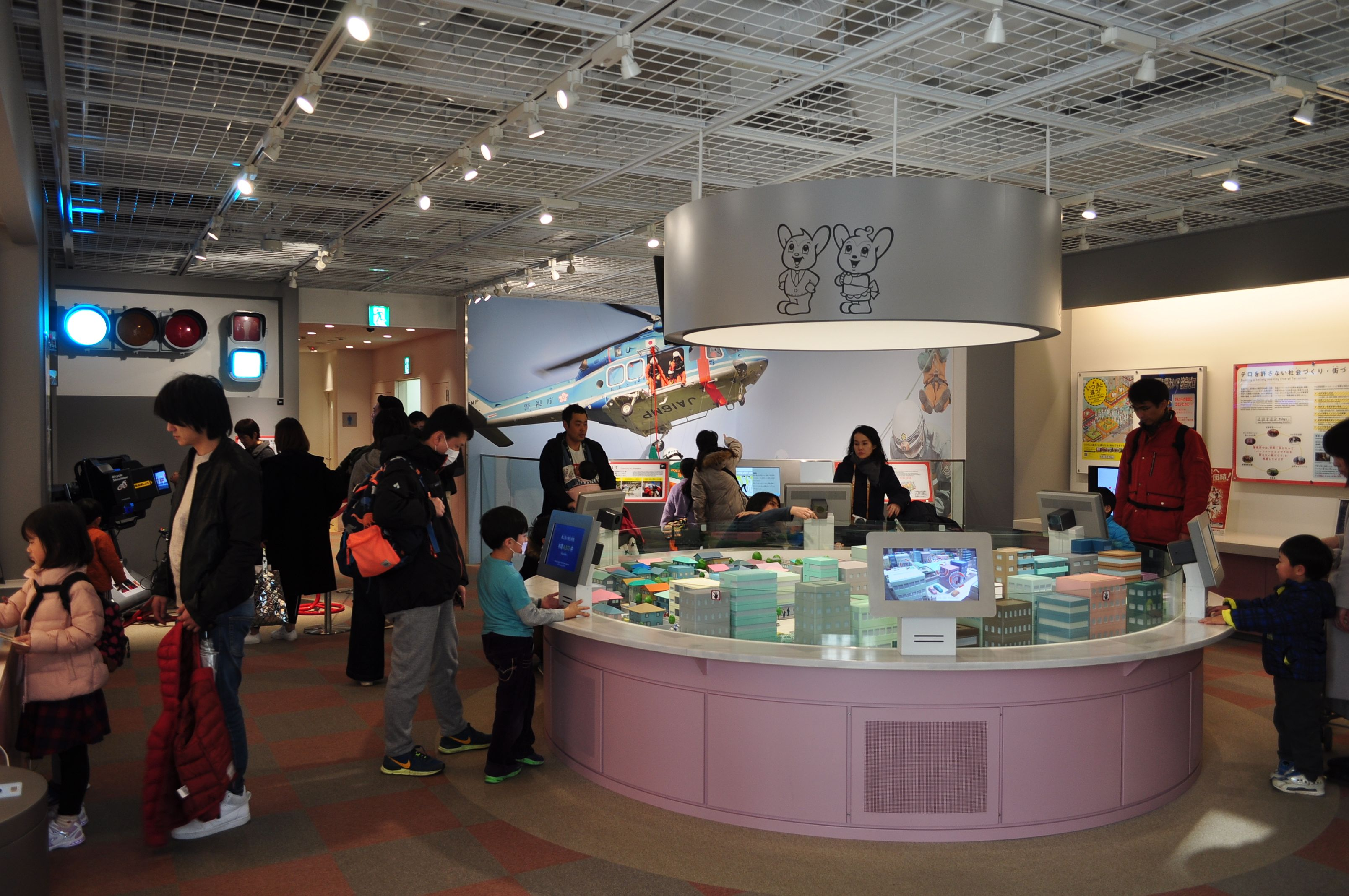
3階展示場（2018年2月17日撮影）
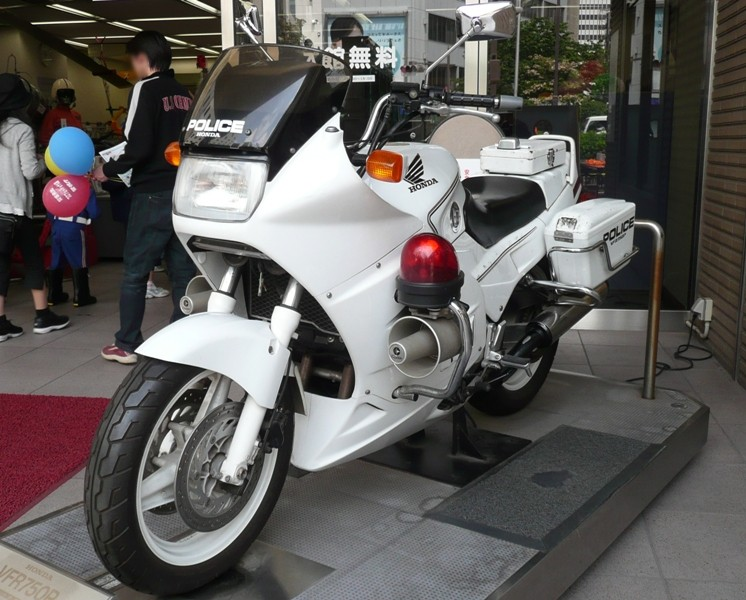
入口に展示されている白バイ（ホンダVFR750P)